# Luzonral
De Luzonral (Lewinia mirifica) is een ral die alleen voorkomt in de Filipijnen.

## Algemeen
De Luzonral is een ral van gemiddelde grootte. De mannetjes en vrouwtjes lijken sterk op elkaar. Een volwassen exemplaar heeft een donkerroodbruine kop, nek, en bovenzijde van de rug. De rest van de bovenzijde is olijfkleurig bruin. De vleugels en staart hebben vaalgele tot witte strepen. De keel is wit en de zijkanten van de keel en borst zijn grijs. De borst, buik, onderzijde van de staart en de vleugels zijn bruinachtig grijs met smalle vaalgele streepjes. Een juveniel lijkt op een volwassen exemplaar, maar de kop, nek en bovenzijde van de rug zijn olijfkleurig grijs in plaats van roodbruin. Het bovendeel van de snavel van de Luzonral is bruinachtig, terwijl de onderzijde roodachtig bij de basis tot hoornkleurig aan het uiteinde is. De kleur van de ogen en de poten zijn niet bekend.
Deze soort wordt inclusief staart 22 centimeter en heeft een vleugellengte van 10,5 centimeter.

## Ondersoorten, verspreiding en leefgebied
Er zijn geen verschillende ondersoorten van de Luzonral bekend. De soort komt voor in de provincies Benguet, Camarines Norte, Kalinga, Apayao, Mountain Province, Nueva Ecija en Nueva Vizcaya op het eiland Luzon. Er is niet veel bekend over de Luzonral. De meeste exemplaren zijn gevangen in bossen en graslanden op middenhoge en hoge elevaties. Daarnaast komen ze ook voor in naaldwouden met gras en andere lage vegetatie.

## Voortplanting
Van deze soort is niets bekend over de voortplanting in het wild.